# 야스즈카정
야스즈카정(安塚町)은 니가타현의 남부에 위치했고 히가시쿠비키군의 정이다. 2005년 1월 1일 조에쓰시에 편입해 정역은 지역 자치구인 야스즈카구가 되었다.

## 역사

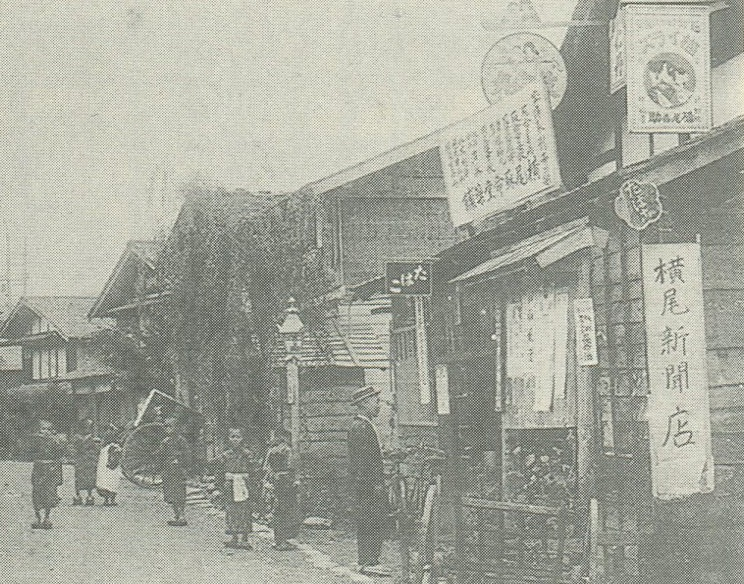
1912년 전후 야스즈카촌의 중심부

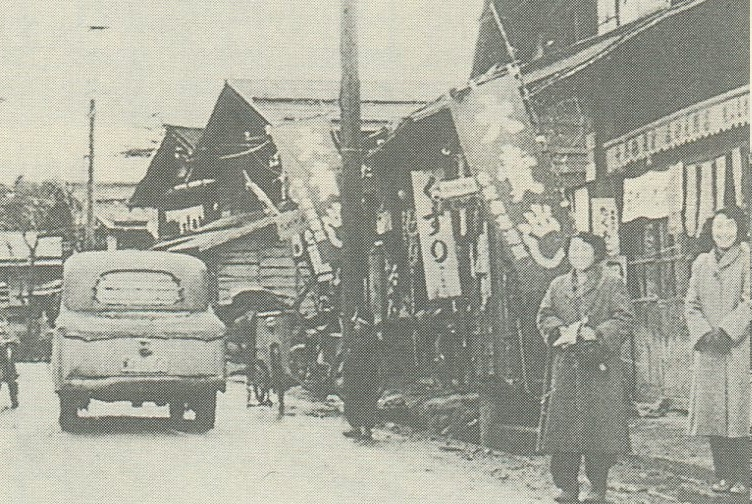
1955년 전후 야스즈카촌의 중심부

- 1889년 4월 1일 - 정촌제 시행과 함께 히가시쿠비키군 야스즈카촌이 성립하였다.
- 1955년 8월 1일 - 정으로 승격해 야스즈카정이 되었다.
- 1965년 8월 1일 - 정기가 제정되었다.
- 2005년 1월 1일 - 조에쓰시에 편입해 야스즈카구가 되었다.

## 행정
- 야노 마나부 (矢野 学)

## 교통

### 도로
- 고속도로
  - 국도 403호선
  - 국도 405호선

## 같이 보기
- 조에쓰시